# Partito della Sinistra – Zona Franca
Partito della Sinistra – Zona Franca – partia polityczna z San Marino,  założona w 2005 przez członków mniejszych partii lewicowych, głównie socjaldemokratycznej Partito dei Democratici.
Razem z komunistami, startując w koalicji Sinistra Unita, w wyborach parlamentarnych w 2006 cała koalicja uzyskała 8,67 procent poparcia. W 2008 w przyśpieszonych wyborach spowodowanych upadkiem koalicji rządowej zdobyła 8,57 procent (ponowny start z koalicyjnej listy Sinistra Unita). W wyniku wyborów koalicja wprowadziła 5 posłów do sejmu.